# Abrádž Al-Bajt

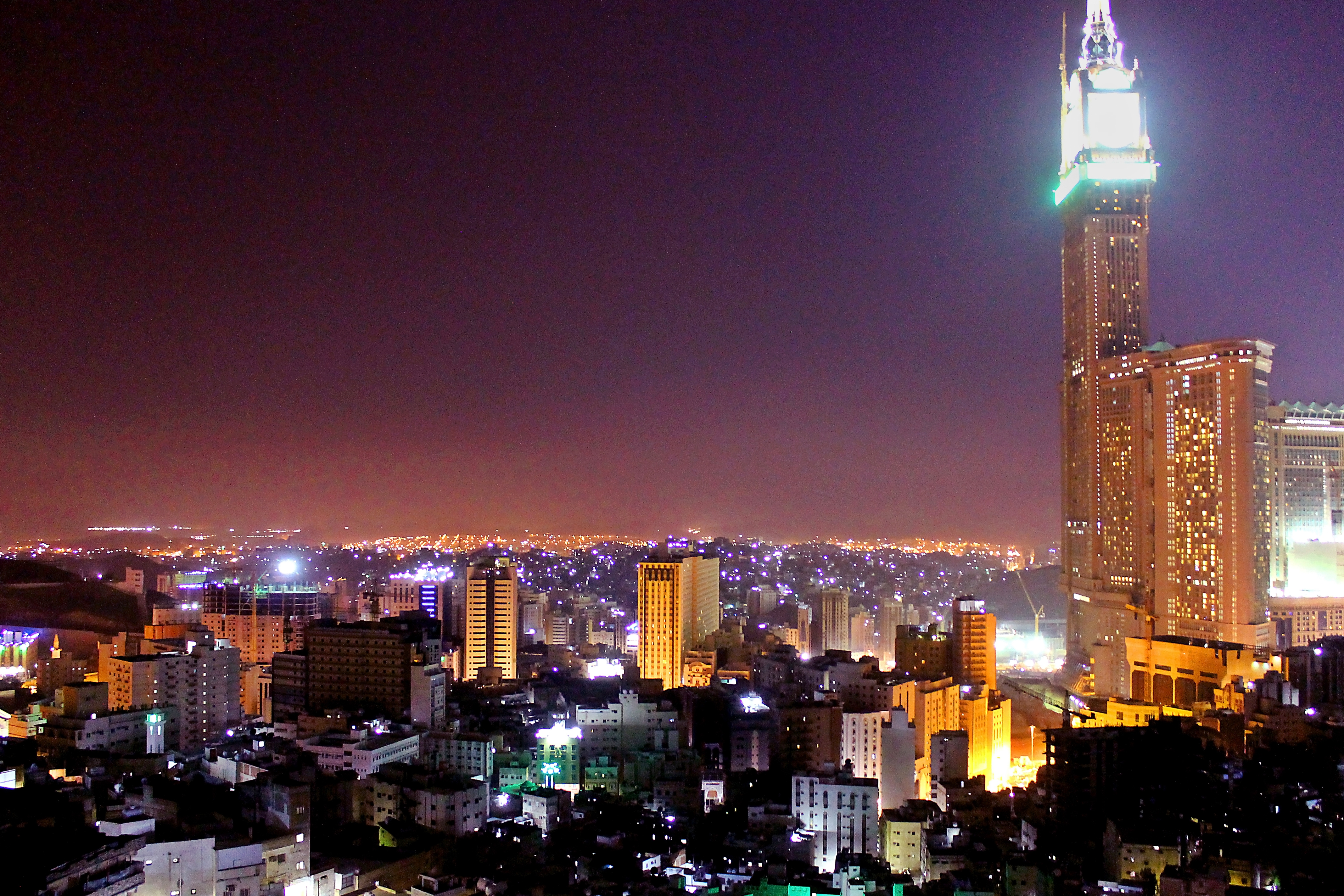
Abrádž Al-Bajt (napravo) v noci

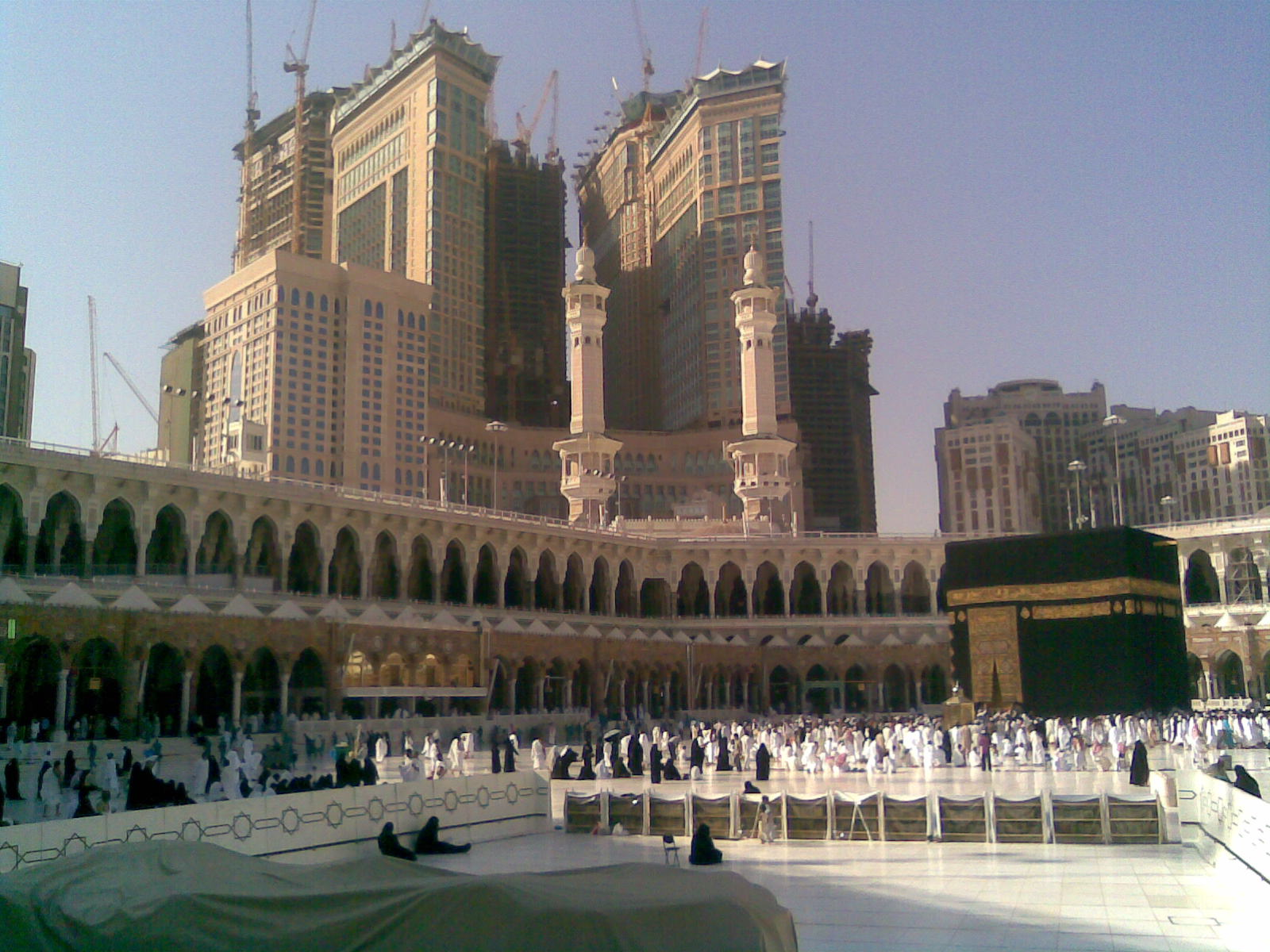
Výstavba v roce 2010

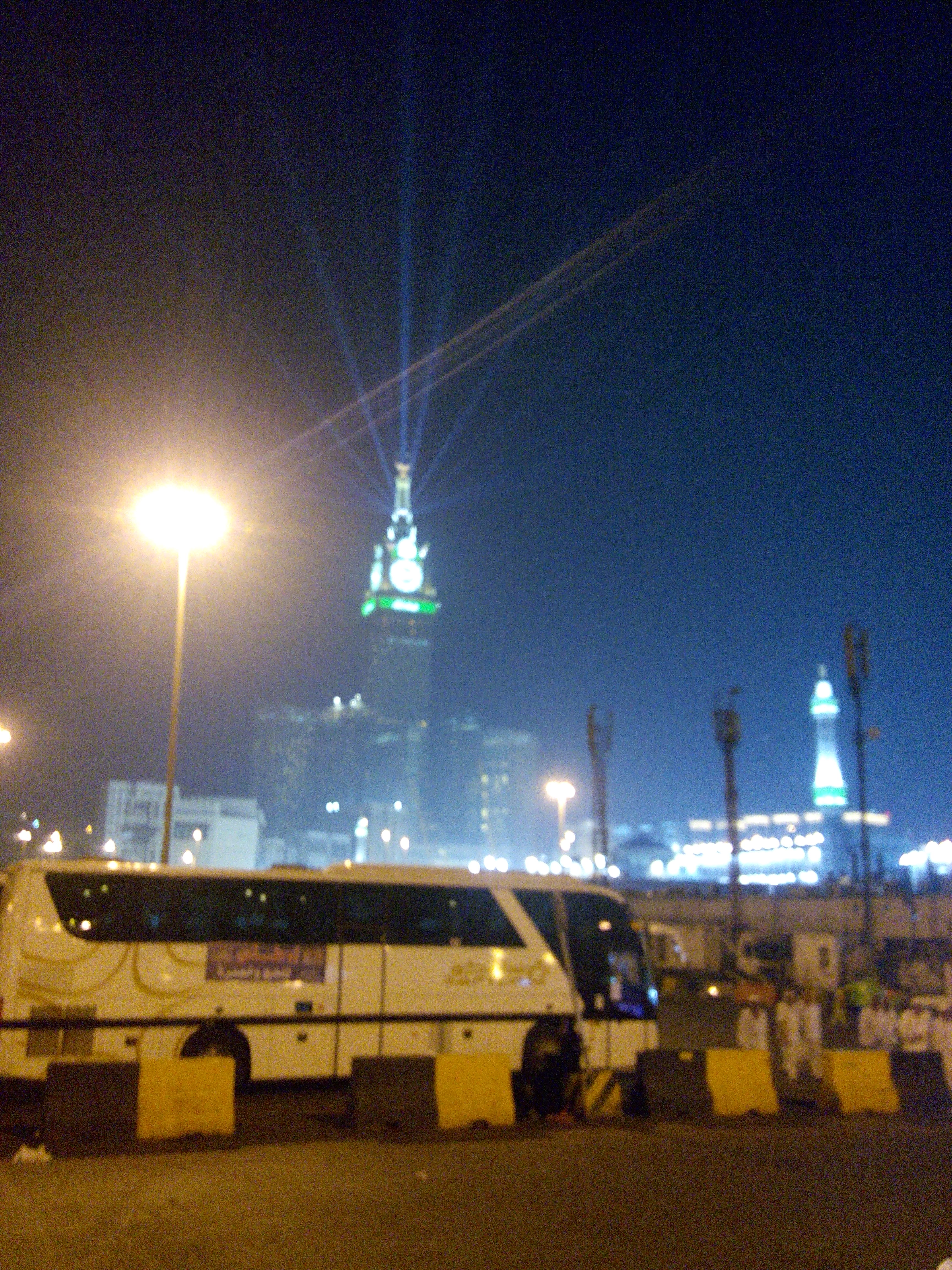
Komplex budov z dálky

Abrádž Al-Bajt (arabsky  أبراج البيت‎) také známý jako Mecca Royal Hotel Clock Tower je komplex několika mrakodrapů vlastněných státem, které se nacházejí v saúdskoarabské Mekce.
Nejvyšší věží je Mecca Royal Hotel Clock Tower (přezdívaná jako Hodinová věž), která měří na výšku i s vrcholkem 601 metrů (nejvyšší patro, ve kterém je umístěna vyhlídka, je ve výšce 558 m), tudíž je třetí nejvyšší budova na světě (hned po mrakodrapech Burdž Chalífa a Shanghai Tower). Druhé místo na světě drží v kategorii budovy s největší souhrnnou plochou ve všech podlažích – 1 575 815 m².
Hodinová věž svým vzhledem připomíná Met Life Tower, Big Ben, nebo Spasskou věž. Ve svých útrobách se ukrývá především luxusní pětihvězdičkový hotel, dále pak třeba muzeum islámu či měsíční observatoř. Komplex byl stavěn mezi lety 2007 a 2012. Je držitelem několika rekordů, například je to nejvyšší hotelová budova světa, nejvyšší hodinová věž se zdaleka největším ciferníkem (43 metry v průměru). V nižších („pouze“ 240 až 260 m vysokých) budovách komplexu Abrádž Al-Bajt lze pronajmout apartmány a pro milovníky nakupování je k dispozici obrovské nákupní centrum. Celková plocha všech 120 pater činí 310 638 m². Hlavní smluvní partner pro výstavbu byla skupina Saudi Binladen Group šejka Mohameda bin Ládina.

## Věže komplexu Abrádž Al-Bajt
| Věž                        | Výška | Patra | Stavěna | Status    |
| -------------------------- | ----- | ----- | ------- | --------- |
| Hotel Tower (Hotelová věž) | 601 m | 120   | 2012    | dokončena |
| Hadžar                     | 260 m | 48    | 2011    | dokončena |
| ZamZam                     | 260 m | 48    | 2011    | dokončena |
| Maqam                      | 250 m | 45    | 2012    | dokončena |
| Qibla                      | 250 m | 45    | 2011    | dokončena |
| Marwah                     | 240 m | 42    | 2008    | dokončena |
| Safa                       | 240 m | 42    | 2007    | dokončena |